# Crkva sv. Josipa u Grubišnom Polju
Crkva sv. Josipa u Grubišnom Polju župna je rimokatolička crkva u Grubišnom Polju u Bjelovarsko-bilogorskoj županiji.
Crkva je barokno-klasicističkih obilježja sagrađena u 18. stoljeću, a konačan izgled dobiva 1900.-1907. Jednobrodna građevina je s užim, kvadratnim svetištem zaključenim polukružnom apsidom, sakristijom i zvonikom nad glavnim pročeljem.
Procvat župe, ali i cijelog Grubišnog Polja počeo je dolaskom kapelana Ivana Nepomuka Jemeršića 1887. godine, koji je kasnije postao 21. župnikom. Svoj rad nije ogradio samo na svećenički, već je tijekom života koji je proveo u župi bio i saborski zastupnik, književnik i gospodarstvenik iza kojega su ostale i danas vidljive promjene. Među ostalima, 1900. godine u čast blagdana Imena Marijina uveo je župno proštenje „Marinje“, koje je u prvim desetljećima prošloga stoljeća bilo središnje marijansko slavlje i hodočašće na području Bjelovarsko-bilogorske županije, a slavi se i danas.
Godine 1982. godine tadašnji župnik Antun Ćorković organizirao je u crkvenom dvorištu proslavu 200. godišnjice izgradnje crkve, na kojoj je svetu misu predvodio tadašnji zagrebački nadbiskup Franjo Kuharić.

## Zaštita
Pod oznakom Z-2307 vodi se kao nepokretno kulturno dobro - pojedinačno, pravnog statusa zaštićena kulturnog dobra, klasificirano kao "sakralna graditeljska baština".